# 横川元代議士襲撃事件

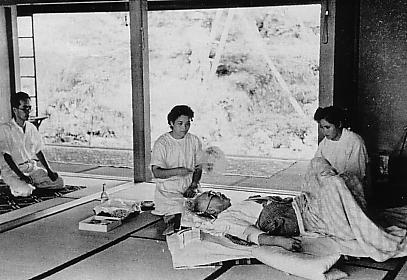
襲撃後、自宅療養中の横川元代議士

横川元代議士襲撃事件（よこかわもとだいぎししゅうげきじけん）とは、1952年8月7日に埼玉県比企郡大河村（現小川町）で発生したテロ事件。

## 事件の概要
1952年8月7日、日本共産党の独立遊撃隊（中核自衛隊から選抜された精鋭部隊）13人が、元代議士で武蔵野銀行取締役の横川重次宅を襲った。
横川重次本人に「世直し状」なる脅迫状を突きつけて、体中を斬りつけて重傷を負わせた。また別の一団が家政婦や横川の次男を縛って金目の物を探したが、肝心の金庫が開かず、そのまま逃走した。

## その後の顛末
その後の捜査で、犯行に至る経緯を記した手記や文書が発見され、日本共産党の計画的犯行であることが判明した。
犯人の1人は「横川は元代議士で、広大な山林を所有している封建地主であり、人民の敵であるから殺して金を奪い、その金は日共の活動資金にする」予定であったと供述した。
第一審の浦和地裁では、検察側が遊撃隊長に無期懲役、被告全員に有罪を求刑した。判決では、隊長に懲役二十年など、（火炎瓶投擲に関して無罪となったため）執行猶予がついた一部の判決を除き大半の被告が実刑となった。また、裁判の判決で、この事件が日本共産党関係の暴力的活動であったことと、28年4月革命説実現のための資金集め目的の強盗であったことを認定している。
なお、控訴審の東京高裁では隊長に懲役15年などの減刑判決が下り、最高裁の棄却により確定した。一方、「でっちあげ」刊行委員会による『でっちあげ 横川事件の真相』（横川事件犠牲者救援会、1962年）では、冤罪が主張されている。